# Cantico delle creature
Il Cantico delle creature (Canticum o Laudes Creaturarum), anche noto come Cantico di Frate Sole, è un cantico di San Francesco d'Assisi composto intorno al 1224
fra San Damiano e il Vescovado di Assisi (le ultime due strofe). È il testo poetico più antico della letteratura italiana di cui si conosca l'autore (ma permangono incertezze sul fatto che possa essere il più antico in assoluto, non è ancora del tutto chiara infatti la data di composizione dell'anonimo Quando eu stava in le tu' cathene, una canzone d'amore che è stata datata in passato tra il 1180 e il 1220, salvo poi ricollocarla al 1226). Secondo una tradizione, la sua stesura risalirebbe a due anni prima della sua morte, avvenuta nel 1226. È comunque più probabile che, come riportano le biografie di Francesco, la composizione sia stata scritta in tre momenti diversi.
Il Cantico è una lode a Dio e alle sue creature che si snoda con intensità e vigore attraverso le sue opere, divenendo così anche un inno alla vita; è una preghiera permeata da una visione positiva della natura, poiché nel creato è riflessa l'immagine del Creatore: da ciò deriva il senso di fratellanza fra l'uomo e tutto il creato, che molto si distanzia dal contemptus mundi, dal distacco e disprezzo per il mondo terreno, segnato dal peccato e dalla sofferenza, tipico di altre tendenze religiose medievali (come quella instaurata da Jacopone da Todi). La creazione diventa così un grandioso mezzo di lode al Creatore.

## Testo e parafrasi
Di seguito si riporta il testo del componimento poetico:
Ad te solo, Altissimu, se konfàno et nullu homo ène dignu te mentovare.
Laudato sie, mi' Signore, cum tucte le tue creature, spetialmente messor lo frate sole, lo qual è iorno, et allumini noi per lui; et ellu è bellu e radiante cum grande splendore: de te, Altissimo, porta significatione.
Laudato si', mi' Signore, per sora luna e le stelle: in celu l'ài formate clarite et pretiose et belle.
Laudato si', mi' Signore, per frate vento et per aere et nubilo et sereno et onne tempo, per lo quale a le tue creature dài sustentamento.
Laudato si', mi' Signore, per sor'aqua, la quale è multo utile et humile et pretiosa et casta.
Laudato si', mi' Signore, per frate focu, per lo quale ennallumini la nocte, et ello è bello et iocundo et robustoso et forte.
Laudato si', mi' Signore, per sora nostra matre terra, la quale ne sustenta et governa, et produce diversi fructi con coloriti flori et herba.
Laudato si', mi' Signore, per quelli ke perdonano per lo tuo amore, et sostengo infirmitate et tribulatione.
Beati quelli che 'l sosterrano in pace, ca da te, Altissimo, sirano incoronati.
Laudato si', mi' Signore, per sora nostra morte corporale, da la quale nullu homo vivente pò scappare: guai a quelli che morrano ne le peccata mortali.
Beati quelli che trovarà ne le tue santissime voluntati, ka la morte secunda no 'l farrà male.
Laudate et benedicete mi' Signore et ringratiate et serviateli cum grande humilitate.»
A te solo, o Altissimo, si addicono e nessun uomo è degno di menzionarti.
Lodato sii, mio Signore, insieme a tutte le creature, specialmente per il signor fratello sole, il quale è la luce del giorno e tu tramite lui ci illumini: è bello e raggiante con grande splendore e di te, Altissimo, porta il segno.
Lodato sii, o mio Signore, per sorella luna e le stelle: in cielo le hai create, chiare preziose e belle.
Lodato sii, mio Signore, per fratello vento, e per l'aria e per il cielo; per quello nuvoloso e per quello sereno, per ogni stagione tramite la quale alle creature dai sostentamento.
Lodato sii, mio Signore, per sorella acqua, la quale è molto utile e umile, preziosa e pura.
Lodato sii, mio Signore, per fratello fuoco, attraverso il quale illumini la notte. Egli è bello, giocondo, robusto e forte.
Lodato sii, mio Signore, per nostra sorella madre terra, la quale ci sostiene e ci governa: produce diversi frutti, con fiori variopinti ed erba.
Lodato sii, mio Signore, per quelli che perdonano in nome del tuo amore, e sopportano dolori e malattie.
Beati quelli che li sopporteranno serenamente, perché da te, Altissimo, avran corona.
Lodato sii, mio Signore, per la nostra sorella morte corporale, dalla quale nessun uomo che vive può scappare; guai a quelli che moriranno mentre sono in peccato mortale.
Beati quelli che troveranno la morte mentre rispettano le tue volontà. In questo caso la morte spirituale non farà loro alcun male.
Lodate e benedite il mio Signore, ringraziatelo e servitelo con grande umiltà.»

## Analisi
Composto in volgare umbro del XIII secolo (folta la presenza di -u finale – plurale di terza persona in -ano "konfano" – l'epitesi di ène – la congiunzione ka – il verbo "mentovare"), con influssi toscani e francesi, e latinismi. Alcuni latinismi sono puramente grafici, causa di ricorrenti errori di lettura, come ad esempio la dentale doppia ct (tucte, fructi = tutte, frutti) e il grafema cti di sanctissime (=santissime). La critica ha discusso a lungo, senza precise conclusioni, il valore da attribuire alla preposizione "per": il suo uso è infatti centrale nella definizione della natura "laudatoria" del componimento. Numerose le interpretazioni che ne sono state date: 1) valore causale; 2) strumentale; 3) agente; 4) mediale; 5) di stato in luogo; 6) circostanziale.
Il Cantico ha la forma di prosa ritmica assonanzata. Il testo era fornito di accompagnamento musicale, composto dallo stesso Francesco, andato perduto. La semplicità del sentimento espresso è rispecchiata da una sintassi semplice, nella quale i termini sono spesso coordinati per polisindeto (esempio: "et per aere et nubilo et sereno et onne tempo", verso 13) e gli aggettivi sono numerosi. I versi sono raggruppati in piccoli blocchi facilmente riconoscibili, differenziati dal punto di vista tematico. L'omogeneità di tali blocchi è assicurata da calcolati artifici formali, che la critica moderna ha riabilitato come raffinati e attenti, non ingenui come si pensava in epoca romantica.

## Struttura

### I modelli strutturali della tradizione
La critica più recente, in particolare Vittore Branca, ha individuato in due soli "luoghi" biblici i veri modelli di riferimento del componimento: il salmo 148 e il cantico dei tre fanciulli nella fornace Daniele 3,51-89. La discendenza da queste fonti coinvolge non solo i contenuti ma anche la struttura formale del Cantico. Entrambi i testi della Bibbia si dividono in cinque parti che costituiscono:
- Lode di Dio in assoluto;
- Chiusura esortativa.

Francesco organizza il componimento adottando le stesse partizioni: 1) lode assoluta di Dio; 2) firmamento; 3) elementi; 4) uomo; 5) chiesa.

### La struttura del Cantico di San Francesco
Come in molti testi medievali, la numerologia biblica gioca un ruolo strutturale fondamentale: 
- Ciascuno dei 4 elementi è accompagnato da 4 indicatori:
  - Vento: "aere", "nubilo", "sereno", "onne [ciascun] tempo";
  - Acqua: "utile", "humile", "pretiosa", "casta";
  - Fuoco: "bello", "iocundo", "robustoso", "forte";
  - Terra: "diversi fructi", "coloriti flori".
- Al firmamento, diviso in 3 parti [luna, sole, stelle], corrisponde una triade qualificativa attribuita alle stelle: "clarite, pretiose et belle".
  - Sole = utile, perché è la luce che "enallumina" del giorno
  - Luna e stelle = clarite, pretiose, belle
- A Dio corrispondono 3 appellativi: "altissimo, onnipotente, bon Signore"; 3 omaggi: "tue so' le laude, la gloria et l'onore" e 3 azioni: "benediciate, rengraziate et serviateli".
- Nel settore dell'uomo troviamo il: perdonano, sostengono; infermità, tribolazioni; guai, beati; peccati, sante volontà.

Per ciò che riguarda la ripartizione strofica, si consideri che nel manoscritto del codice 338 si hanno 12 lettere maiuscole a delimitare l'inizio di altrettante lasse: tutte quelle del testo riportato sopra, più una per la A del v. 2 (Ad te solo) e per la E del v. 8 (Et ellu è bellu). Branca, rispetto all'assisiate, aggiunge altre due partizioni, fra i vv. 24 e 25 e fra i vv. 28-29. Contini accorpa i vv. 5-9 e separa, come Branca, fra 24 e 25, ottenendo 12 lasse. La ripartizione qui adottata (già in Casella, Il Cantico, pp. 119–20 e riproposta da Pozzi, Il Cantico, p. 6) è armonica sia sintatticamente che numericamente: in tal modo, infatti, all'interno delle dieci lasse, ogni discorso risulta compiuto e nessun termine rinvia ad una lassa precedente: d'altronde, con le sottopartizioni di II, VIII e IX, non si perde l'elemento partitivo di ordine strutturale-melodico, per il quale ogni gruppo melodico non può essere più lungo di tre versi.
L'attenzione alla numerologia, tipica del Medioevo, è confermata dal fatto che i versi totali sono 33, numero significativo in quanto multiplo del 3 che simboleggia la Trinità divina e numero cristologico per eccellenza.

## Contenuti dottrinali e teologia della lode
L'atteggiamento di Francesco nei confronti di Dio rispecchia una semplicità che non è però assenza di profondità. Tra le due possibilità che il panorama dottrinale dei Dottori della Chiesa offriva all'epoca, Francesco propende per la celebrazione della Gloria divina attraverso il rapimento e l'estasi, piuttosto che per l'enunciazione speculativo-filosofica. L'azione della lode di Dio appare qui come un itinerario dal Creato al Creatore, un itinerario dei sensi più che della mente, attuato per gradi.
Questa azione liturgica – che tale appare essere la finalità del Cantico – è composta da tre elementi: un locutore, un messaggio e un destinatario. Il locutore è l'officiante del rito e compie la funzione di invitare le creature a dirigere la loro lode a Dio. Il messaggio è l'esaltazione dell'amore di Dio, che si manifesta nelle creature stesse il cui compito è quello di lodarlo. Il destinatario è naturalmente Dio.
Sul locutore pesa però il dubbio delle parole stesse con cui il Cantico si apre: "...et nullu homo ene dignu te mentovare". Come scrive Giovanni Pozzi: «Le creature non possono pronunciare lodi confacenti a Dio. E allora perché le lodi di Dio sarebbero sue se non nel comune senso passivo [...] ma in senso attivo, perché Lui solo può dirle adeguatamente, perché Lui solo può mentovarsi come agente e locutore della lode?» [Torino 1992]. A sostegno di questa interpretazione concorre la lunga e autorevole tradizione della teologia negativa di stampo neoplatonico e agostiniano, per la quale nessun discorso è possibile su Dio, se non da parte di Dio stesso.
Sui contenuti del messaggio, è forse opportuno chiarire che la lista delle creature offerta dal Cantico non è una "semplice presenza" di elementi esistenziali a diretta portata dall'uomo, ma rappresenta – sul modello biblico sopra citato – il sistema enciclopedico di tutta la realtà cosmica allora concepita, strutturata in un ordine poetico dotato di grande sinteticità oratoria. 
Questa complessità strutturale trova conferma nell'analisi dei riferimenti agli elementi del creato. Subito troviamo che tutte le creature sono viste in modo positivo e sono chiamate "fratello" e "sorella": Francesco pone l'uomo al loro livello, in quanto anch'egli creatura, ma chiamato ad una maggiore responsabilità morale, in quanto dotato di libero arbitrio: l'uomo trova beatitudine solo nel rispetto della legge divina (v. 30) e nell'imitazione di Cristo (vv. 23-26). La lode al Signore trova inizio con l'ammirazione degli astri, dei quali sono sottolineate la bellezza ed utilità: al Sole è dedicata maggior attenzione, anche perché porta in modo particolare "significatione" di Dio. 
Francesco quindi passa alla lode per i quattro elementi fondamentali: il vento, l'acqua, il fuoco e la terra. Al vento (o all'aria) e ad ogni variazione del tempo non sono collegati grandi eventi distruttivi, ma essi sono descritti e lodati per ciò che naturalmente sono, ossia fonte di sostentamento per le creature; il vento è però anche simbolo di Dio. La visione positiva porta infatti a vedere gli elementi non nelle catastrofi, ma nella loro più semplice funzione ed esistenza: qui ricordiamo, per esempio, l'episodio biblico di Elia che trova Dio non nel vento impetuoso e gagliardo, né nel terremoto, e neppure nel fuoco, ma nel vento leggero 1 Re 19,11-12. Anche l'acqua è vista come "utile" e "pretiosa"; la sua umiltà e castità, inoltre, la caratterizzano come mezzo di purificazione, nei sacramenti del battesimo e della penitenza. 
Il fuoco trova importanza come fonte di luce e calore, ma, come l'acqua, rientra in una chiave di lettura simbologica cristiana, essendo riferibile allo Spirito Santo (e dunque anche qui, come nell'elemento vento, vi è un richiamo alla Pentecoste). La terra, infine, è la madre che nutre le sue creature: si può intravedere il richiamo all'immagine della terra che fa crescere il grano della parabola del seminatore (Matteo 13,3-9) , ma anche un parallelismo con la terra nella quale ha riposato il corpo morto di Gesù e dalla quale il risorto è tornato. Da notare dunque il marcato parallelismo simbolico agli eventi della salvezza ed ai sacramenti. Il tono della lauda ora muta: l'inno si incentra sull'uomo che, come abbiamo visto, solo con Dio può essere beato. 
Francesco ribadisce il carattere divino della Creazione anche nei suoi aspetti materiali, contro i catari, eretici che in quegli stessi anni sostenevano che Dio aveva creato la realtà spirituale, mentre la realtà materiale era di origine demoniaca. San Francesco d'Assisi polemizza anche contro la mentalità mercantile che andava rapidamente diffondendosi e per cui la natura era da sfruttare a fini economici, mentre il santo assisiate sostiene che la natura fornisce all'uomo tutto ciò di cui ha bisogno ed invita perciò a non affannarsi per ricercare continui, sempre maggiori ma inutili beni materiali.
Da qui Francesco passa al tema della morte, anch'essa sorella: nessun uomo la può evitare e, per l'uomo in stato di grazia, anch'essa sarà un fatto positivo, il passaggio alla vera vita con Dio; in particolare, l'attenzione può cadere sulla locuzione morte secunda, che si può riferire sia al fatto che la morte, benigna, non può danneggiare l'uomo pio, sia al fatto che il giusto, nel giorno del Giudizio, non dovrà temere la seconda morte, definitiva, dell'anima. Nella conclusione, Francesco formula l'invito agli uomini toccati dal Cantico a lodare e benedire Dio, servendolo con umiltà.
In particolare, per la sua composizione, san Francesco d'Assisi si ispirò, come già detto precedentemente, al salmo 148, nel quale si legge un invito alla lode di Dio da parte degli elementi del Creato, assai simile, e al Cantico dei fanciulli nella fornace, contenuto nel veterotestamentario Daniele 3,56-88 della Bibbia in cui è ripetuta la lode "Benedite"..

## La poetica
La "fortuna" del Cantico è strettamente legata al dibattito sulla presenza o meno di una "poeticità" dell'opera. Sino alla nascita della critica idealista, in Italia l'esegesi del componimento era patrimonio quasi esclusivo dei francescanisti, per i quali l'idea di una "poeticità" del Cantico era questione quasi fastidiosa.
Si può affermare che nessun nome della critica novecentesca si sia sottratto al confronto con il mistero di una preghiera che non ha paragoni – per complessità e valori estetici – con alcun'altra in Occidente (nemmeno dal repertorio luterano è emerso qualcosa di altrettanto "classico"). Si è così affermata l'idea di collocare il Cantico sul confine che separa l'esperienza poetica da quella della conoscenza del divino, senza necessariamente dover decidere per una delle due. 
La lode è un atto verbale performativo, vale a dire autoreferenziale e senza scopo che non sia il suo stesso esibirsi. Ma in quanto tale, e per le ragioni addotte nella "Teologia della lode", essa è anche esperienza estatica, perché colloca l'"Io lodante" fuori di sé (non potendo che essere Dio stesso il soggetto della lode). Dunque è il misticismo la profonda radice poetica del Cantico, contraddicendo alla tradizione che vuol nettamente separati il discorso mistico e quello poetico. Come scrive Giovanni Pozzi:

## Analisi semplificata
tue so' le laude la gloria e l'honore et onne benedictione.»
Così inizia il Cantico delle Creature di San Francesco, un inno alla potenza del Signore e alla bellezza della Natura. Ma prima di analizzare la composizione, capiamo meglio chi era Francesco.
Francesco nasce ad Assisi nell'anno 1181 o 1182. Suo padre era Pietro di Bernardone, un ricco mercante del luogo. Francesco trascorre una giovinezza facile, circondato dal lusso, grazie ai soldi del padre. Dopo essere andato in battaglia contro i Perugini ed essere stato catturato come prigioniero rimane in cella per un anno. La prigionia gli fa attraversare una profonda mutazione spirituale, egli si accorge che i beni del padre non lo faranno felice. Così, tra il 1202 e il 1206, rinuncia a tutti i beni in suo possesso e si dedica alla predicazione del Vangelo, vivendo come Cristo in povertà assoluta.
Presto comincia a raccogliere molti seguaci intorno a sé ed al 1210 circa risale la fondazione del primo Ordine Francescano basato sulla povertà e l'essenzialità di una vita monastica condotta fra la gente, con i poveri, per i poveri. L'Ordine riceve l'approvazione della regola dal Pontefice Innocenzo III non senza difficoltà: infatti all'epoca la chiesa di Roma era in lotta con frange eretiche simili al francescanesimo nella carica rivoluzionaria contro una chiesa, a quel tempo, molto lontana dalla verità del Vangelo. Francesco muore nel 1226 alla "Porziuncola", la piccola chiesa dove l'Ordine ebbe la sua prima sede, e fu proclamato santo nel 1228 da papa Gregorio IX.
Tornando al cantico: Francesco lo scrisse in volgare umbro fra il 1224 e il 1226. In questo testo sono evidenti il senso di fratellanza tra l'Uomo e il Creato (la natura) nel quale il Creatore (Dio) si riflette.
In questo brano la Sorella Morte è amica dell'Uomo perché gli permette di risorgere in Cristo.
da la quale nullu homo vivente pò skappare.

Guai acquelli ke morrano ne le peccata mortali,

beati quelli ke trovarà ne le tue santissime voluntati,

ka la morte secunda nol farrà male.»
Naturalmente solo se si è puri di spirito questo avverrà, altrimenti si andrà all'inferno.
Oltre alla morte ritroviamo molti elementi naturali che Francesco riconosce Fratelli e Sorelle discendenti tutti da Dio, dal Creatore.
Di ogni elemento magnifica le peculiarità più belle e utili all'uomo, le quali sono le migliori ragioni per lodare l'Altissimo che ha creato tutti gli elementi.
spetialmente messor lo frate sole

[…] 

Laudato si' mi' signore per sora luna e le stelle,

in celu l'ài formate clarite et pretiose et belle.

Laudato si' mi' signore per frate vento

et per aere et nubilo et sereno et onne tempo

[…] 

Laudato si' mi' signore per sor aqua,

la quale è multo utile et humile et pretiosa et casta.

Laudato si' mi signore per frate focu,

per lo quale ennallumini la nocte

[…] 

Laudato si' mi' signore per sora nostra matre terra,

la quale ne sustenta et governa...»
Per quanto riguarda lo schema metrico, il componimento è una "Lauda" formata da 12 strofe irregolari in versi liberi e sciolti; sono presenti molte assonanze in luogo delle classiche rime.
Il cantico termina poi nella maniera seguente: 
et rengratiate et serviateli cun grande humilitate.»

## Fortuna letteraria
La storia della fortuna letteraria del Cantico – ovvero della sua opinione e valutazione critica – coincide con il concetto stesso di "storia della letteratura italiana". Fino al Settecento, infatti, Francesco non venne mai letto in chiave poetica e il Cantico non venne considerato un'opera d'arte. È solo con la nascita della disciplina storiografica – fine XVIII, primo XIX secolo – e con gli ideali romantici delle radici popolari della poesia, che l'opera venne rivalutata dalla tradizione critica e filologica. L'idea dunque del Cantico come prima opera della letteratura italiana (diffusa fino alla scoperta di Quando eu stava in le tu' cathene), nasce quindi con il romanticismo e privilegia una concezione sociologica, e non solo retorica, dell'opera letteraria.

## Adattamenti musicali e interpretazioni in prosa
È stato adattato anche in vari brani musicali:
- "San Francesco d'Assisi, mistero per soli, coro e orchestra" (1920-1921) di Gian Francesco Malipiero
- “Le Laudi di San Francesco d‘Assisi“, composizione per assoli, coro misto, coro di bambini e orchestra (1923) di Hermann Suter (1870-1926), in occasione del 100mo anniversario del coro da lui condotto, il Basler Gesangverein, Basilea, Svizzera.
- "Il Cantico delle Creature" (Assisi, 1925), musicato per assoli e coro di voci bianche e virili con accompagnamento di organo, di Padre Domenico Maria Stella (1881-1956), allora direttore della Cappella Musicale nella Basilica di San Francesco in Assisi.
- Laudes Creaturarum quas fecit Beatus Franciscus ad Laudem et Honorem Dei per coro (1957), del compositore tedesco Carl Orff.
- Laudato sii, o mi' Signore (de I Cachi d'Aspa, dall'album Si cerca di dire, del 1968)[22]
- Il Cantico del Sole, composto da Sofija Asgatovna Gubajdulina per violoncello, percussioni, celesta e coro e dedicato a Mstislav Leopol'dovič Rostropovič per il suo 70º compleanno
- Cantico delle Creature (di Roberto Mancinoni 1972[23], dall'album Gruppo 10, Verso Te (1987))
- Cantico delle Creature per coro misto (1974), del compositore piemontese Carlo Mosso (1931-1995)
- Il canto della creazione (di Giosy Cento, dall'album Guarda laggiù l'orizzonte - Canti biblici, 1980)
- Laudato sii (di Michele Paulicelli, dall'opera musicale Forza venite gente, 1981)
- Cántico de San Francisco de Asís di Joaquín Rodrigo, 1982, per l'VIII centenario della nascita del poverello.[24]
- Il cantico delle creature (di Angelo Branduardi, tratto dall'album L'infinitamente piccolo, 2000)
- Cantico delle Creature (di Stefano Mazzilli, album "Francesco e Chiara", Merlino Edizioni Musicali 2003; ultima versione dal live tour 2010; www.merlinoedizioni.com)
- Cantico delle creature (di Vittorio Ocera, da una raccolta di canti sacri, 2007)
- Cantico (di Red Canzian, dall'album Testimone del tempo, 2018): all'inizio del brano vengono recitati dallo stesso Canzian brevi estratti dal Cantico delle creature.
- Cantico delle Creature di San Francesco d'Assisi (Musica di Angelo Casali, dalla raccolta "Tutto è Verità" https://angelocasali.wordpress.com/discografia/ - Il testo è stato mantenuto fedele all'originale)
- Cantico delle Creature di G. Liberto con strofe polifoniche

Il testo è stato interpretato numerose volte in prosa, sia nella versione originale che in adattamenti alla lingua italiana moderna. Tra le interpretazioni, è possibile ricordare quelle di Arnoldo Foà, di Nando Gazzolo, Benedetta Valanzano e, da ultimo, di Roberto Benigni.